# Ksp M/36重機槍
Ksp M/36（瑞典語：Kulspruta M/36；解作「M/36式機槍」）是一款由位於瑞典埃斯基爾斯蒂納市（Eskilstuna）的卡爾·古斯塔夫城市步槍兵工廠（目前已經與佛倫內德飛比斯福肯軍械公司合併）特許生產的白朗寧M1917瑞典修改型的官方編號，為一款可散式彈鏈供彈及後座作用式操作的全自動水冷式重機槍，先後發射6.5×55毫米、8×63毫米M/32和7.62×51毫米北约口徑三種步枪子彈。

## 歷史
白朗寧M1917的瑞典修改型：Ksp M/14-29發射的6.5×55毫米步槍子彈彈頭被認為過輕，難以在遠距離火力支援和防空用途發揮實力。1936年，為了使白朗寧M1917的瑞典型Ksp M/14-29能夠發射威力更大、破壞力更強、射程更遠的瑞典制式8×63毫米M32彈藥，瑞典軍隊對其進行了升級改造，改進後的型號稱為Ksp M/36水冷式重機槍。
1930年代末期，隨着二戰爆發的陰影臨近，瑞典軍隊向卡爾·古斯塔夫兵工廠提出了大量生產步槍、輕機槍和重機槍的需求，從而使得該廠的生產能力達到極限。1939年12月，該廠與L·M.愛立信電信公司達成協議，由L·M.愛立信公司分擔了部分Ksp M/36的生產任務。其實早在1938年，L·M.愛立信公司就參與了Ksp M/36部分配件的生產。1940年初，該公司已生產了大量的Ksp M/36的配件，大大緩解了卡爾·古斯塔夫兵工廠的壓力。到了1941年，該廠每天已經可以生產15挺Ksp M/36。
1937至1944年之間，卡爾·古斯塔夫兵工廠共生產了8,025挺Ksp M/36。而1940至1942年的三年之間，L·M.愛立信公司共生產了5,361挺。其中陸軍裝備了7,588挺（6,615挺配備拉瓦特腳架，其餘973挺配備的則是施瓦茨勞斯Ksp M/14重機槍三腳架）。兩家工廠總共生產了5,392挺Ksp M/36並聯型，並且組裝成為2,696套並聯型。
二戰以後的1958年，瑞典軍隊開始裝備比利时埃斯塔勒國營工廠的MAG通用機槍的瑞典本土生產型（發射6.5×55毫米步槍子彈，並將其命名為Ksp 58）。而Ksp M/36則被轉到二線部隊。隨着瑞典向北約靠攏並採用德国HK G3A3自动步枪的瑞典本土生產型（命名為Ak 4）作為制式裝備，1966年，不論裝備前線的Ksp 58還是二線部隊的Ksp M/36也受到了影響，改為發射7.62×51毫米北约口徑步枪子彈（前者也改稱為Ksp 58 B）。
Ksp M/36一直在瑞典軍隊中服役到1990年代，直到1995年宣佈報廢才退役。

## 設計修改
Ksp M/36是在白朗寧M1917A1的基礎上改進而成的，二者的外觀差異表現在：Ksp M/36採用的是鏟型握把，並且在中間裝有一個圓柱形緩衝器；而M1917A1則是傳統型手槍握把。此外，為了在確保冷卻效果的同時有效縮短蒸汽管長度，Ksp M/36還將蒸汽閥門位置改為冷卻套管的底部後側；Ksp M/36的槍口位置還裝有一個特殊的膛口助退器，左右旋轉助退器可調排氣孔的大小和助退器的助退力大小，進而調節射速。
經過口徑改造以後，由於後座力增加，該槍原來使用的三腳架已經不能達到射擊精度的需要，因而隨即被新型的拉瓦特（Laveh）式三腳架所取代。拉瓦特三腳架裝配了一個由高強度彈簧所構成的緩衝支架，可有效地提高射擊精度；特別是在Ksp M/36與光學瞄準鏡配合使用時，能夠為打擊遠距離目標提供效果明顯的強大火力。哥夫·戈德史密斯曾稱，這樣的安排：「無疑是世上做出最精確的遠距離步槍口徑機槍」。
然而，拉瓦特三腳架的缺點是成本高、產能低，因而只有處於戰地前線的陸軍部隊所裝備的Ksp M/36才使用，而二線部隊所使用的Ksp M/36仍然配裝的是施瓦茨洛斯重機槍（Ksp M/14）三腳架。

## 並聯防空機槍型
發射M32彈藥時，Ksp M/36的最大射程可以達到5,500公尺。所以面臨空襲時，該機槍可以發揮防空武器用途，用以摧毀在一定高度範圍以內的敵方飛機。後來，瑞典又將兩挺Ksp M/36整合成一體，並開發了專門於防空時使用的Ksp M/36並聯防空機槍型（簡稱：並聯型）。在結構設計上，Ksp M/36並聯型及其使用的聯排式槍架和三腳架都有其自身特點。

### 結構修改
Ksp M/36並聯型並非簡單地把兩挺Ksp M/36安裝在特殊聯排式槍架以上、再裝到防空型三腳架上，而是經過特殊的設計改進。並聯型的兩挺Ksp M/36需要將設計改為左右相對，左側機槍適合使用左手裝填而將彈箱掛在槍身左側，拉機柄位於槍身右側；而右側機槍則相反方向的。防空瞄準具、準星、照門等所有機械瞄具都安裝在左側機槍上，右側機槍只需發揮射擊作用。兩挺Ksp M/36都有各自獨立的保險和扳機，而且位置正好相對。
並聯的Ksp M/36中，左側機槍的扳機位於緩衝器左側，右側機槍的扳機位於緩衝器右側，分別使用兩手拇指進行操作。射擊時，兩挺機槍可以做到相互獨立、互不影響，並根據目標情況、供彈情況、槍支運作情況和射手意圖，分別進行左／右機槍單獨射擊、共同射擊和快慢速配合射擊。
其保險手柄安裝在緩衝器尾端的套環上，套環上與保險手柄對應的另一側上裝有一個擋塊，將保險手柄撥到正上方位置時，保險手柄帶動套環轉動，另一側的擋塊恰好擋在扳機前方，阻止其向前運動，起到保險作用。左側機槍的保險柄設於緩衝器右側，右側機槍的保險柄則設於緩衝器左側，每挺機槍的保險裝置也是獨立操作、互不影響。

### 聯排式槍架和三腳架
Ksp M/36並聯型裝有一個特殊設計的聯排式槍架。聯排的兩個槍架並非完全一致，其彈箱掛架、扳機位置的設置恰好相反而呈對稱狀態；此外，由於只有左側機槍配有瞄具，故左側槍架設有相應的防空瞄具固定卡槽，而右側槍架無此設置。聯排式槍架通過其前部的插孔套在防空機槍三腳架的頂端，使其可以自由地進行360°旋轉。
Ksp M/36並聯型使用的防空型三腳架具有兩個特點：一是長支腳，以便於使用站立姿勢進行防空射擊；二是適用性較好，既能安裝在單機槍槍架上，也能安裝並聯機槍槍架上。該三腳架下方配有錨鏈，用以在射擊時對三腳架進行固定，提高射擊時的穩定性。如果因陣地條件不佳（例如在雪地、沙地等環境之中）而無法在地面牢固地固定，亦可以將重石或裝滿彈藥的箱子等重物掛在錨鏈上，藉由增加下墜力以提高射擊穩定性。
除了安裝在防空型三腳架上以外，Ksp M/36並聯型還可以藉由環形底座安裝在军用卡车或装甲车（例如KP-bil裝甲運兵車）頂部實施射擊。

## 發射彈藥
在Ksp M/36重機槍的發展過程中，共出現三種口徑，每次口徑變化都要更換新的槍管、槍機。
研製初期，該槍發射瑞典獨有的6.5×55毫米M94圓頭彈。後來，為進一步增大威力，改用彈頭質量達到14.2克的8×63毫米M/32彈藥。該彈藥的整體長度與當時美國使用的.30-06春田步槍彈（7.62×63毫米）彈藥相同，初速能夠達到760米／秒（2,493.44英尺／秒），可被視作是一種加強型.30英寸口徑彈藥。尤其是當該機槍安裝在拉瓦特三腳架上使用時，無論是單挺機槍型還是並聯機槍型，該彈藥都能在遠距離實現高精度。
隨着瑞典採取親北約陣營的政策並採用德国黑克勒&科赫的G3A3自动步枪的瑞典本土生產型（命名為Ak 4）作為制式裝備，瑞典軍隊最終在1966年接受了北約彈藥標準。此時在二線部隊的Ksp M/36也改為發射7.62×51毫米北约口徑步枪子彈，並一直使用到1995年宣佈退役為止。

## 機槍的供彈具
與白朗寧M1917類似的是，Ksp M/36也使用帆布製造的250發彈鏈供彈。為了方便於攜帶和保存，彈鏈裝在金屬彈箱以內，彈箱配有開閉靈活的金屬蓋。彈箱兩側使用鉚釘固定着一條皮帶以作為箱子的提把使用。
如果是安裝在單挺機槍上，在架座左側會配有一個用以固定彈箱的掛架；如果是在並聯型上使用，掛架則分別位於兩挺機槍的左右外側。掛架上具有可以調節鬆緊的皮質捆帶用以固定彈箱，使其在射擊過程中不會從機槍上脫落下來。

## 附件
Ksp M/36具有大量附件，當中既有著各種工具，也有保證機槍正常操作和運轉的各種備用部件。
Ksp M/36的附件包括：
- 裝彈器；
- 攜行套具；
- 防空瞄具（非使用時裝在木匣以內）；
- 汲水桶；
- 冷卻套管（兩根）；
- 槍管通條；
- 彈箱（兩盒）；
- 帶有皮質捆帶的彈箱掛架（兩個）；以及
- 選配的彈殼集納包。

其中裝彈器採用與白朗寧機槍相似的設計方式，用以給載彈250發帆布製彈鏈裝彈。裝彈器的備件當中，還準備了備用縫布針。攜行套是具由帆布和麻繩製成，麻繩縫製於帆布條兩端形成套環，一端套環較長而另一端套環較短。使用時，較長的一端穿過較短的一端，形成一個布套，可在水冷式套管過熱時對其進行搬運。
此外，還有一個裝在皮箱裏的5×25倍光學瞄準鏡。至少有三家廠商，包括柏林航空工業公司、瑞典格丁根德勒&霍耶工廠和瑞典NIFE工廠，能夠生產這種光學瞄準鏡。該瞄準鏡只能在Ksp M/36安裝在彈性底座上用於地面作戰時才能使用，當用作防空機槍時不能使用。

## 印記
無論是卡爾·古斯塔夫兵工廠還是L·M.愛立信公司，在成品出廠時都會在冷卻套管頂部加工有帶有瑞典皇室風格、醒目而華麗的頂飾。卡爾·古斯塔夫兵工廠的產品在冷卻套管頂部採用滾壓戳印的工藝，刻上了瑞典皇室的盾牌標記――盾牌被十字線分為四個部分，左上和右下相對的兩個部分里各有三頂皇冠，右上和左下相對的兩個部分里各有一頭張牙舞爪、頭戴皇冠的雄獅。而L·M.愛立信公司的產品也同樣使用滾壓戳印工藝在冷卻套管頂部加工上了印記，只是它們的印記比較簡單――為一個頂戴皇冠的盾牌，盾牌上又有三頂小皇冠。

## 資料來源
1. 1 2 3  .   [2015-06-30]. （原始内容存档于2015-09-08）.
2. 1 2 3 4 5  Swedish Kulspruta m/36 （页面存档备份，存于）, forgottenweapons.com
3. ↑  Hemvärnet 1940-1990 Red. Bo Kjellander s. 271-72
4. ↑  Robert G. Segel (11 September 2012), Swedish Medium Machine Guns: Kulspruta M/36 LV DBL （页面存档备份，存于）, Small Arms Defense Journal, Vol. 4, No. 3
5. ↑  O. Janson The Swedish machineguns before 1950 （页面存档备份，存于）

## 外部連結
- （英文）—Hotchkiss machinegun and Schwarzlose Machine gun in Sweden—The Swedish machineguns before 1950.（页面存档备份，存于）